# Neder-Germaanse limes
De Neder-Germaanse limes vormde de buitengrens, de limes, van het Romeinse Rijk in de Romeinse provincie Neder-Germanië (Germania Inferior). Samen met de Opper-Germaans-Raetische limes vormt het de Limes Germanicus. De ontwikkeling van de limes startte in 19 v.Chr. en bleef deels functioneren tot het jaar 454, toen de Franken Keulen veroverden.
In Nederland werden langs de Rijn circa twintig grotere (castra) en kleinere forten (castella) gebouwd, die over land verbonden waren via de Limesweg. Grote transporten en langeafstandtransport vonden grotendeels over water plaats. Aan de limesweg lagen wachttorens waarvan de onderlinge afstand zodanig was dat men van de ene naar de andere wachttoren lichtsignalen kon afgeven. De gemiddelde afstand tussen de castella bedroeg 6,5 kilometer; op grond hiervan zouden er nog verborgen of weggespoelde castella in Nederland moeten zijn. De forten stonden meestal aan of tegenover een zijrivier van de Rijn. Bij de militaire constructies ontstonden burgernederzettingen (vici).
Archeologisch onderzoek maakt duidelijk dat in de tijd van de keizers Trajanus en Hadrianus fors is geïnvesteerd in de uitbouw en het onderhoud van de weg.
Op 27 juli 2021 zijn tijdens de vergadering van het Werelderfgoedcomité van de UNESCO in het Chinese Fuzhou de meest complete en best bewaarde onderdelen van de Neder-Germaanse limes de status van Werelderfgoed toegekend.

## Topografie

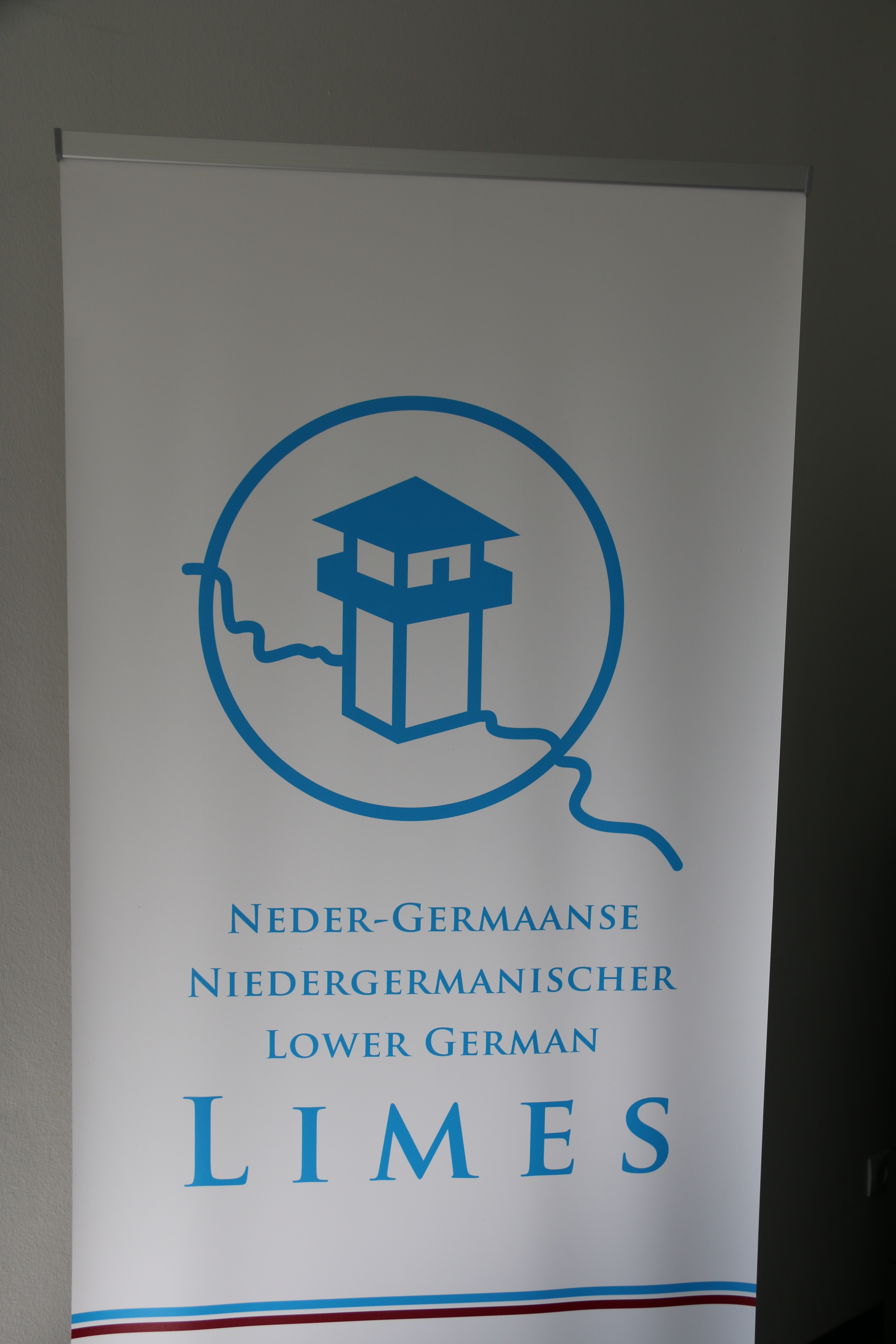

Het woord limes werd in het Latijn gebruikt als landgrens, maar in de archeologie worden de Neder-Germaanse limes beschouwd als het geheel van militaire objecten aan de noordgrens van de Romeinse provincie Gallia Belgica, waarvan in het jaar 89 Germania Inferior afgesplitst werd.

### De gebieden
De Neder-Germaanse limes loopt door vijf verschillende topografische gebieden. Hij begint in het zuiden op de linkeroever van de Rijn bij de Vinxtbach, waar op de rechteroever van de Rijn de Opper-Germaans-Raetische limes eindigt. Remagen behoort nog tot het Midden-Rijndal, dat in de Romeinse tijd weinig ruimte bood voor grotere nederzettingen. Noordwaarts tot aan Bonn loopt de limes door het Rijnlands Leisteenplateau, vervolgens door de Keulse Bocht, grenzend aan het Bergse Land en de Eifel. De Keulse Bocht heeft een vruchtbare lössbodem, zodat hier veel boerderijen en landgoederen gevestigd werden. In het gebied rond legioenskamp Novasesium, het huidige Neuss bij Düsseldorf loopt de limes door de Nederrijnse Laagvlakte en vervolgens via het moeraslandschap dat door Rijn en Maas was gevormd naar de Noordzee.
Tot de limes wordt ook het gebied rond Nijmegen en Berg en Dal en het kustgebied aan de Noordzee gerekend vanaf Katwijk aan Zee tot aan de Maasmonding met forten als kustverdediging.
Dit kustgebied wordt - blijkbaar uit eigen ervaring - door Plinius de Oudere dramatisch als volgt beschreven: de effecten van de getijden, die regelmatig "met onmetelijke golven in het land" doordringen en het bedekken met hun zoute getijden, zodat men zou kunnen twijfelen "of de grond tot de aarde of behoren tot het water ”. Archeologisch onderzoek met name in de periode 1997 tot 2020 heeft echter aangetoond, dat de kuststreek niet zo onherbergzaam was als lang werd aangenomen.
Soms wordt ook de kustverdediging ten zuiden van de Maasmonding (bij Aardenburg), de kustverdediging ten noorden van de Katwijkse monding van de Rijn (bij Velsen) en het kamp bij Ermelo gerekend tot de militaire installaties behorende bij de Neder-Germaanse limes).

### De plaatsen
De limes liep van west naar oost langs wat nu de Oude Rijn, de Kromme Rijn en de Nederrijn is, van Lugdunum (Katwijk) via Ulpia Noviomagus Batavorum (Nijmegen) naar Duitsland verder de Rijn stroomopwaarts volgend langs Colonia Ulpia Traiana (Xanten), Castra Novaesium (Neuss) en Colonia Claudia Ara Agrippinensium (Keulen) tot aan de Vinxtbach (bij Bad Breisig). Aan de kust liep de limes van de (Oude) Rijn langs het kanaal van Corbulo naar de Helinium (monding van de Maas bij Naaldwijk).

## Geschiedenis

### Voorgeschiedenis
Nog in de tijd van de Romeinse Republiek (tot 27 v.Chr.) overwon Julius Caesar in de periode van 58 v.Chr. tot 51 v.Chr. na een aantal veldtochten de stammen in Gallië. Julius Caesar handelde niet in opdracht van de Romeinse regering, maar veroverde Gallië in eigen belang.
Na de Slag bij Alesia werd Gallië bezet en werd de Rijn door Rome als natuurlijke grens van het Romeinse Rijk beschouwd. Er is echter geen archeologisch bewijs gevonden van Romeinse aanwezigheid in het Neder-Germaans gebied in deze periode, noch zijn er Romeinse fortificaties aan de Neder-Germaanse limes bekend.

### Het begin vanaf het Principaat
Met de kroning van Caesars adoptiefzoon Augustus in 27 v. Chr. begint het Romeinse Keizerrijk, het Principaat. In 17 of 16 v. Chr. vielen Germaanse stammen van de Sugambren, Tencteren en Usipeti de gebieden ten zuiden van de Rijn binnen. Het ging daarbij met name om de Maasvallei in het noordelijk deel van de provincie Gallië, dat toen onder beheer stond van gouverneur Marcus Lollius.
De Germaanse stammen versloegen de legioenen van Lollius, wellicht in het gebied ten noorden van Tongeren en Maastricht. Een van Lollius' legioenen, V Alaudae, verloor zelfs zijn adelaarsstandaard. Maar hoewel de nederlaag (Clades Lolliana) schandelijk was en vaak werd vergeleken met de ramp in het Teutoburgerwoud, was er geen reëel gevaar en waarschijnlijk heeft Lollius zelf de verloren standaard teruggevonden. Augustus moedigde de bevriende stam van de Bataven aan om zich op de linkeroever van de Rijn te vestigen.
In 12 v.Chr. stichtte hij de provincia Gallia Belgica en werd de Rijn de noordgrens van deze provincie. Het gebied aan deze Germaanse grens bleef echter wel onder militair bestuur staan; aanvankelijk van generaal Nero Claudius Drusus, meestal generaal Drusus genoemd.

### De campagnes in Germania
De eerste grenzen werden ingericht vanuit een offensieve strategie, met als doel de verovering van Germania Magna. Bij Nijmegen werden 2 legioenen op de Hunnerberg gelegerd, daarna een nog groter legerkamp bij Neuss ten behoeve van deze Germaanse campagnes. Drusus liet een dam aanleggen bij Herwen, teneinde de waterafvoer naar de Rijn beter te regelen, hij liet het fort bij Vechten bouwen, en voerde waterbouwkundige werken uit aan de Utrechtse Vecht richting het Oer-IJ.
Een van de campagnes, was een aanval op de mondingen van Elbe en Wezer, uitgevoerd door een vloot, die via het Flevomeer en de Waddenzee naar de Noord-Duitse kust zeilde.
Na de nederlaag van Publius Quinctilius Varus in de Clades Vaiana (Slag bij het Teutoburgerwoud) in het jaar 9 gaven de Romeinen de ambities om heel Germania te veroveren op en trok het Romeinse leger zich definitief terug op de linkeroever van de Rijn. Onder de regering van keizer Claudius I werd de grensversterking in 47 n.Chr. geconsolideerd en verbeterd, zoals tijdens de campagne van Corbulo in het jaar 47 tegen Friezen en Chauken, die ook het kanaal van Corbulo liet aanleggen. Hieropvolgend vond de invasie van Groot-Brittannië door Claudius I plaats, de invasievloot vertrok vanuit Gesoriacum (Boulogne-sur-Mer of Bononia) met 4 legioenen, waarvan er drie aan de Rijn gelegerd waren. 
In de jaren 69 en 70 - tijdens burgeroorlogen in Rome (bekend als het Vierkeizerjaar) - werden tijdens de Bataafse Opstand (waarbij zich ook andere Germaanse stammen aansloten) veel van de forten aan de limes verwoest, maar nadat de opstand neergeslagen en het Romeins gezag hersteld was, werd veel herbouwd en meestal versterkt.

### Pax Romana
De Pax Romana, de periode tot het jaar 180, was (met uitzondering van de Bataafse Opstand) een betrekkelijk rustige periode in het Romeinse Rijk. Na de Bataafse Opstand werd het leger aan de limes gereorganiseerd. In 89 n.Chr. werden de provincies Germania Inferior en Germania Superior losgemaakt van Gallia Belgica, en werd Germania Inferior de meest noordelijke provincie. Tot het jaar 259 bleef het daarna relatief rustig aan de Neder-Germaanse grens, zelfs in de periode van de aanvallen van Chaucische piraten op de kuststreken van Gallië en Brittannië in de periode tussen 170 en 200 zijn er geen verwoestingen in Neder-Germanië bekend, maar hadden wel als gevolg, dat er veel werd geïnvesteerd in de kustverdediging. In het jaar 259 kwam Marcus Cassianius Latinius Postumus, de gouverneur van Neder Germanië in opstand en stichtte met de Iberische, Gallische en Britse provincies het Gallische Keizerrijk met als hoofdstad Colonia Agrippina (Keulen). In het jaar 273 werd het Gallische Rijk op een vreedzame manier weer opgenomen in het Romeinse Rijk.

### Het einde van de limes

#### De crisis van de derde eeuw
De Crisis van de derde eeuw (235-284) was een periode met een interne machtsstrijd binnen het Romeinse keizerrijk, met monetaire en economische onrust en pandemieën, en zelfs met een afsplitsing van twee aparte keizerrijken, het Gallische Keizerrijk in het westen en het Palmyreense Rijk in het oostelijk Middellandse Zeegebied.
Tijdens deze crisis waren de grenzen slecht bewaakt. De Salische Franken maakten hier gebruik van om het Romeinse Rijk binnen te vallen. Rond 290 was een deel van de Rijn-delta in hun handen en belaagden zij de Romeinse scheepvaart met piraterij.

#### Herstel in de 4e eeuw
Keizer Diocletianus (284-305) zag de noodzaak in om veel aspecten van het Romeinse Rijk te reorganiseren, zoals het leger, het monetaire systeem, en voor de Germaanse limes niet onbelangrijk, verplaatste hij de hoofdstad van Gallië van Lyon naar Trier. Ook het keizerschap zelf werd gereorganiseerd, hij introduceerde de tetrarchie met 2 keizers (Augustii) en 2 kroonprinsen (Caesar) in twee hoofdsteden Nova Roma (=Constantinopel) en Milaan.
De legerhervorming bestond uit het splitsen van het leger in een mobiel leger (de comitatenses) en de grenstroepen 
de (limitanei). De comitatenses vervingen op afstand de grenscohorten, aan de limes zelf werden limitanei of ripenses (aan de kust) gelegerd. Niet alle forten aan de grens werden herbemand, maar er kwamen wel nieuwe castella in Cuijk en Maastricht. De Maas werd een tweede verdedigingslinie. De heerweg Keulen-Boulogne werd versterkt met kleine forten (burgi), zoals bij Braives en Brunehaut, meerdere militaire installaties werden herbouwd, zoals het bruggenhoofdfort bij Köln-Deutz en de massieve toren van Moers-Asberg.
Het provinciaal bestuur werd opnieuw ingedeeld, Gallia Belgica werd opgedeeld in een Belgica I en II, en boven de provincies kwamen diocesen te staan. Belgica I en II en Germania I en II vielen onder diocees Gallia met als hoofdstad Keulen.
Kroonprins (Caesar) Constantius I Chlorus (293-305) bevocht en versloeg de Franken bij de monding van de Rijn, maar moedigde hen later wel aan de ontvolkte gebieden te herbevolken.
Onder de keizers Constantijn(308-337) en Julianus(361-363) volgden nog een aantal veldtochten tegen de Salische Franken, maar uiteindelijk sloot Rome in 358 een verbond met hen, waarbij zij het huidige Vlaanderen en zuidelijk Nederland tot de grote rivieren in bezit kregen onder voorwaarde dat ze bondgenoten (foederati) zouden worden ter verdediging van de Romeinse grens tussen Noordzee en Nijmegen. Een aantal militairen van deze foederati maakte snel carrière in het Romeinse leger en werden belangrijke legeraanvoerders zoals Arbogast onder keizer Theodosius I.
Later werd het gebied van de Salische Franken het kerngebied, waaruit zij Gallië zouden veroveren.

#### Het einde van de grensbewaking
De Visigoten, op vlucht voor de Hunnen, werd in 378 toegestaan de Donau over te steken. Zij kwamen in opstand, versloegen een Romeins leger en plunderden in 410 Rome. Om deze reden werden steeds meer Romeinse legioenen teruggetrokken uit het noorden en verzwakte de bewaking van de Neder-Germaanse grens.
De limitanei waren lichte troepen, die zelf voor hun voedsel moesten zorgen. Ze waren half boer, half soldaat en niet in staat om indringers tegen te houden, hooguit hun invallen te vertragen.

#### Het einde van het Romeinse Rijk in Gallië
In 406 trok een groep barbaren, waaronder Vandalen, Alanen en Sueben, de Rijn bij Mainz over en verwoestte vele steden in Gallië. Deze oversteek, bekend als de Rijnoversteek, wordt beschouwd als het begin van de instorting van het Romeinse Rijk in Gallië, en de beide Germania's. In de oudere lectuur bestaat een sterke neiging aan deze gebeurtenissen een overdreven belang te hechten. Algemeen werd aanvaard dat de grensforten langs de Rijn in Germania I en II na 406/407 definitief werden verlaten. Door recentere analyses van de Notitia dignitatum (Scharf (2005)) die geleid hebben tot nieuwere inzichten worden deze tegenwoordig niet meer algemeen geaccepteerd. Omstreeks 418 was het Romeins gezag door Constantius III hersteld. Voor de periode hierna zijn de gegevens schaars, maar het lijkt erop dat de Rijngrens tot de dood van Aëtius in 455 intact bleef. Overigens betekende dit niet dat de grens door Franken en Allemannen gerespecteerd werd. Er zijn diverse meldingen door hen van plunderingen van steden bekend,  de stad Trier zelfs vier keer. De Frankische verovering van het gebied hierna verliep geleidelijk. Historici gaan ervan uit dat Keulen in 460 Frankisch werd en Trier in 485.

### Hoofdrolspelers
Na de verovering door generaal Julius Caesar van Gallië werd rond 51 v.Chr. de Neder-Germaanse limes de noordgrens van het Romeinse Rijk.
- Nero Claudius Drusus (38 v.Chr. – 9 v.Chr.) was propraetor (stadhouder, gouverneur) van Gallië en liet een aantal militaire legerkampen en forten inrichten in het Rijngebied. Hij was de vader van Germanicus Julius Caesar en Claudius I. Germanicus was een eretitel verkregen na overwinningen op Germaanse stammen. De titel ging over naar zijn oudste zoon.
- Publius Quinctilius Varus (Cremona, 46 v.Chr. – Germania, 9 n.Chr.) was een Romeinse generaal, die probeerde de noordgrens van het Romeinse Rijk te verleggen naar de Elbe, hetgeen mislukte waarbij 3 legioenen vernietigd werden.
- Arminius (ca. 18 v.Chr. – ca. 19 n.Chr.) was een Germaanse aanvoerder. Hij stond aan het hoofd van een verbond van Germaanse stammen, dat erin slaagde de Romeinen een vernietigende slag toe te brengen in de Slag bij het Teutoburgerwoud, en de grenzen van Neder-Germanië van de Elbe naar de Rijn terug te dringen. Arminius was afkomstig van de stam der Cherusken en diende een tijdlang als officier in het Romeinse leger.
- Germanicus Julius Caesar (15 v.Chr. – 19 n.Chr.), de zoon van Drusus, ondernam vanuit de Neder-Germaanse limes een aantal wraakacties tegen Arminius en zijn bondgenoten.
- Claudius I (10 v.Chr. – 54 n.Chr.), zoon van Drusus, besloot af te zien van de verovering van Germania, en besloot in plaats daarvan tot de Romeinse verovering van Britannia in 43.
- Gnaius Domitius Corbulo (tussen 12 en 4 v.Chr – 67 n.Chr.) was stadhouder in de provincie Gallia Belgica en liet het kanaal van Corbulo graven tussen de Rijn en de Maasmonding.
- Gaius Julius Civilis (25 – ?), de Bataafse opstandelingenleider veroverde en verwoestte in 69/70 vele Romeinse forten aan de limes, waaronder ook de Drususdam, met als gevolg dat de Waal de belangrijkste waterafvoer van de Rijn werd.
- Hadrianus (24 januari 76 – 10 juli 138) bezocht in 121/122 Germania, liet de Germaanse limes versterken, en gaf een nederzetting van de Cananefaten marktrechten: Forum Hadriani.
- Marcus Cassianius Latinius Postumus (tussen 215 en 225 – 269) was legeraanvoerder in Neder-Germanië, waar hij de binnenvallende Franken bij Empel aan de monding van de Dieze versloeg. Postumus introduceerde de diepteverdediging van de Neder-Germaanse limes.
- Constantijn de Grote (27 februari ca. 273 of 280 – 22 mei 337) verplaatste de hoofdstad van het Romeinse Rijk naar Byzantion, waarmee het zwaartepunt van het Rijk naar het zuidoosten verschoof.
- Constantius III, opperbevelhebber van keizer Honorius die omstreeks 418 de Limes herstelde na de instorting ervan als gevolg van de Rijnoversteek.
- Odoaker (435 — 15 maart 493) was de eerste barbaarse koning van Italië, en kon als niet-Romein geen keizer worden. Odoaker droeg het West-Romeinse keizerschap formeel over aan de Oost-Romeinse keizer, waarmee het West-Romeinse Rijk ten einde kwam.

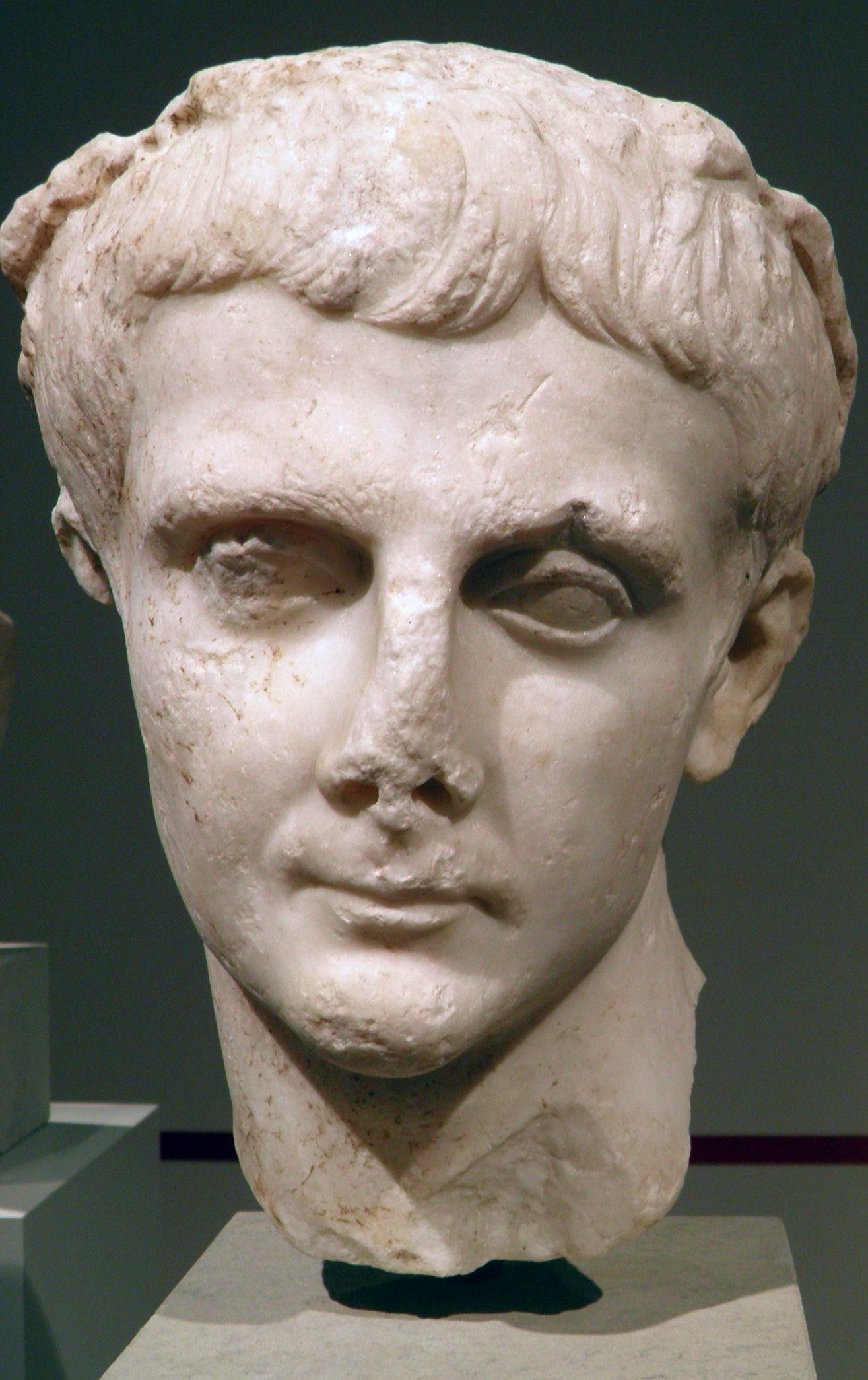
Nero Drusus
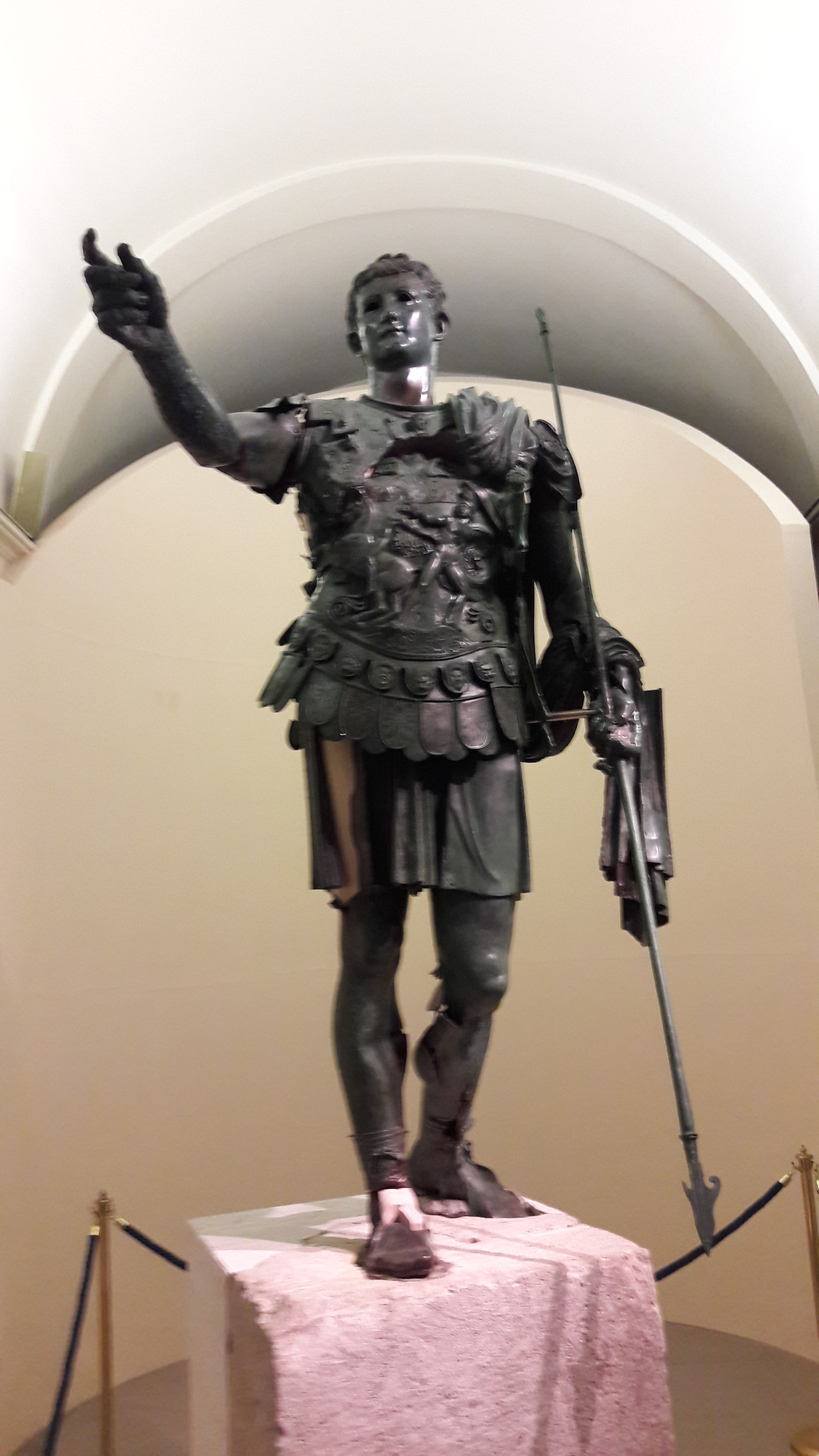
Germanicus Caesar
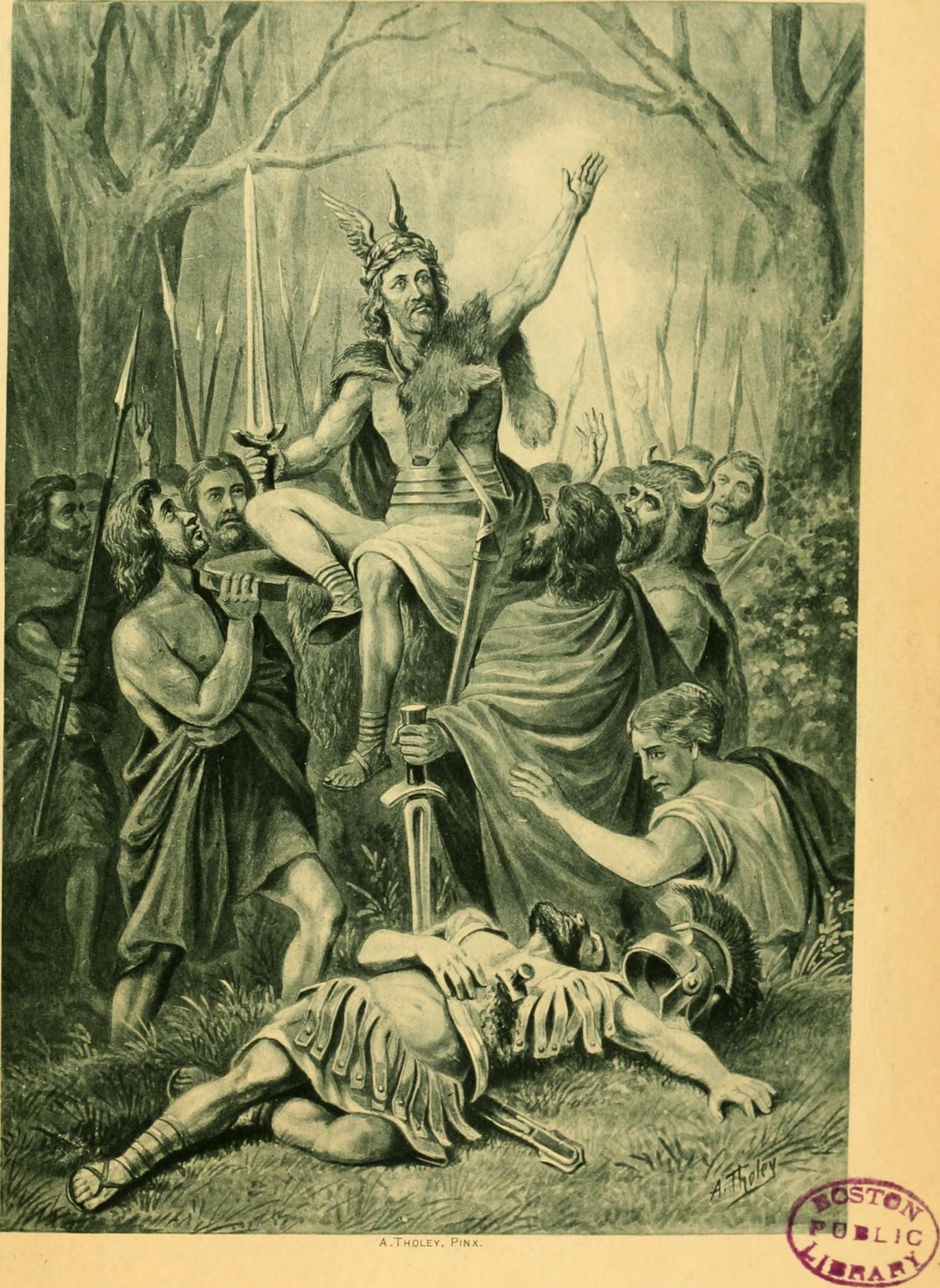
Arminius
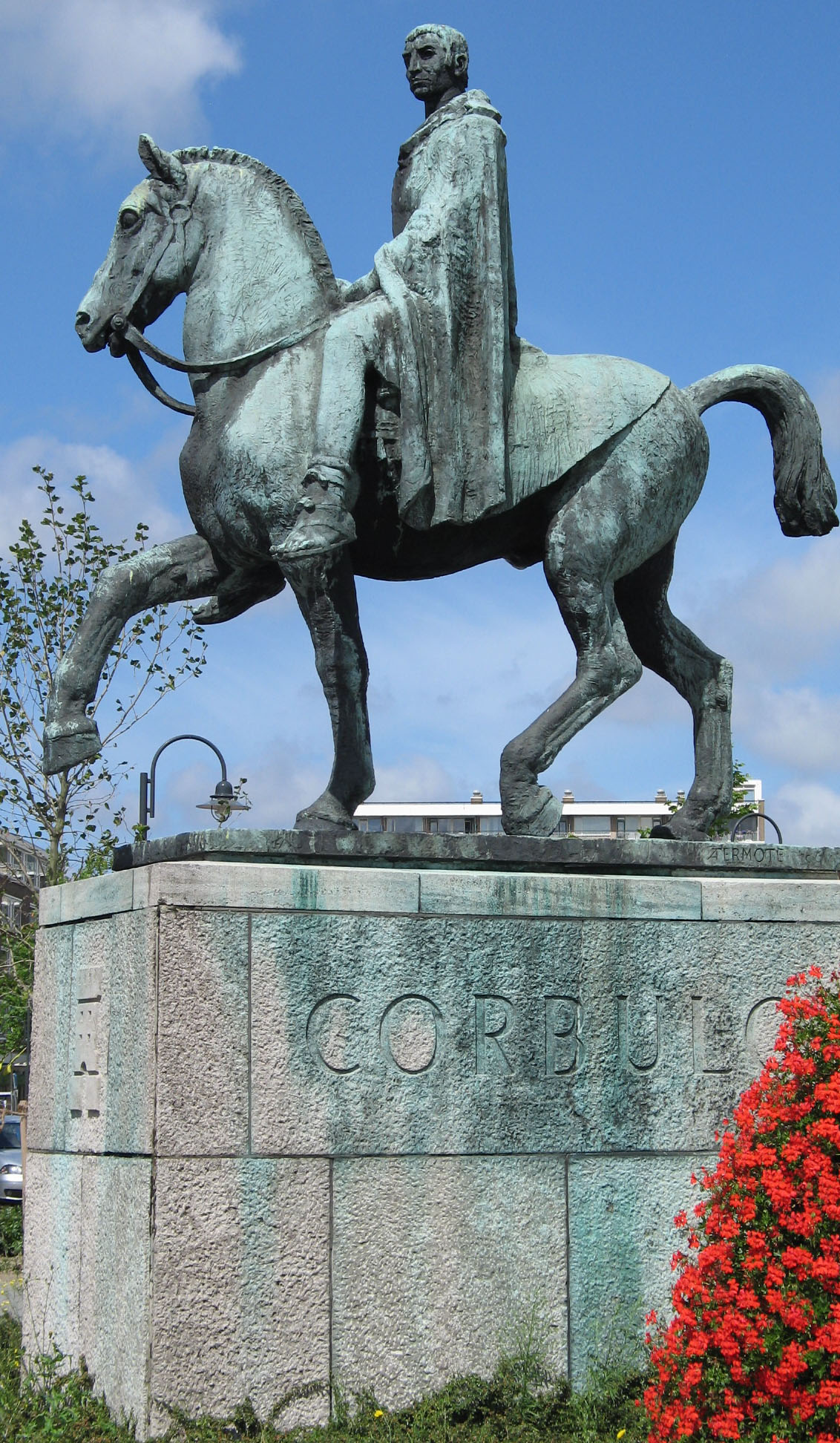
Gnaius Corbulo (door Albert Termote)
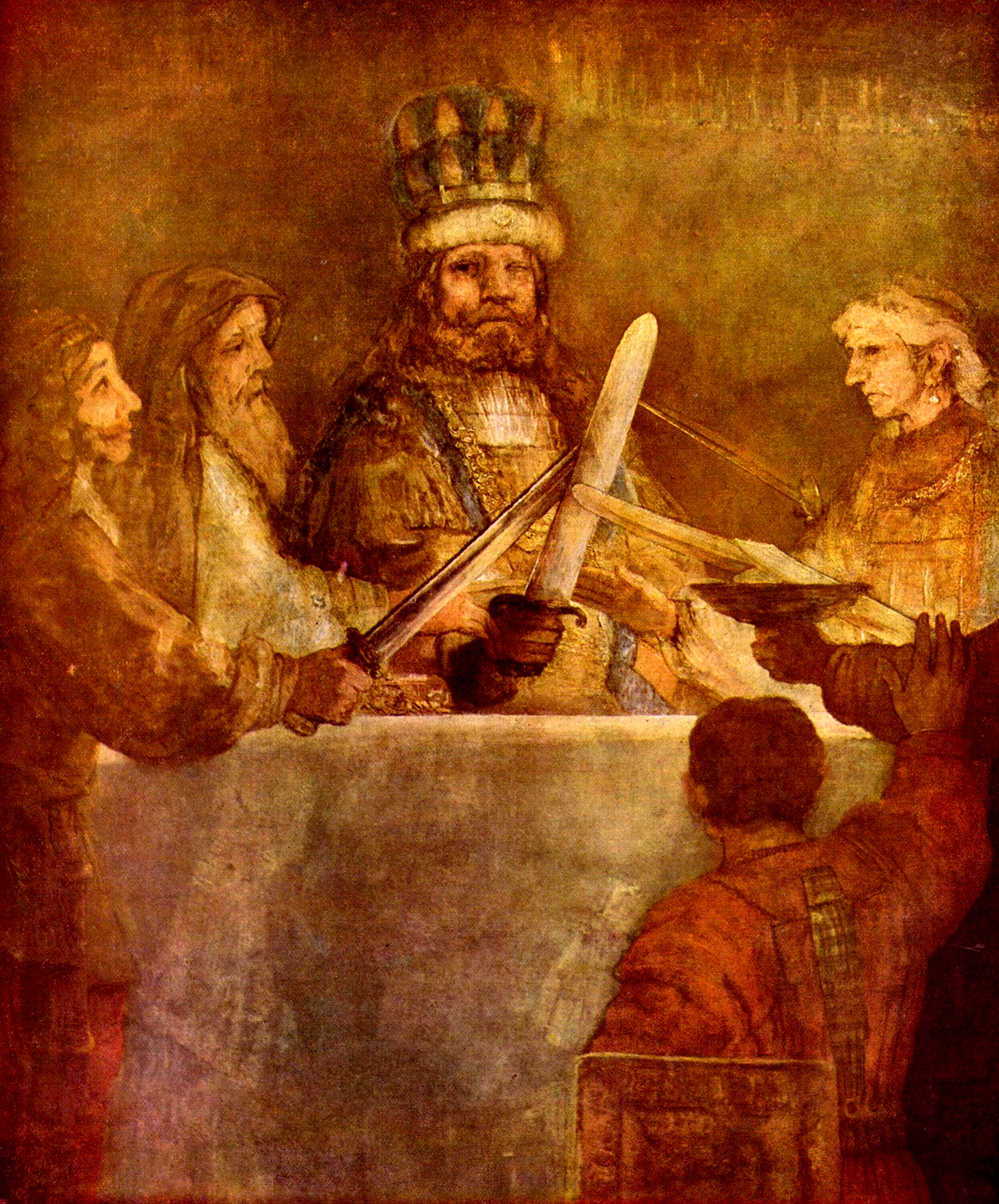
Julius Civilis (door Rembrandt van Rijn)
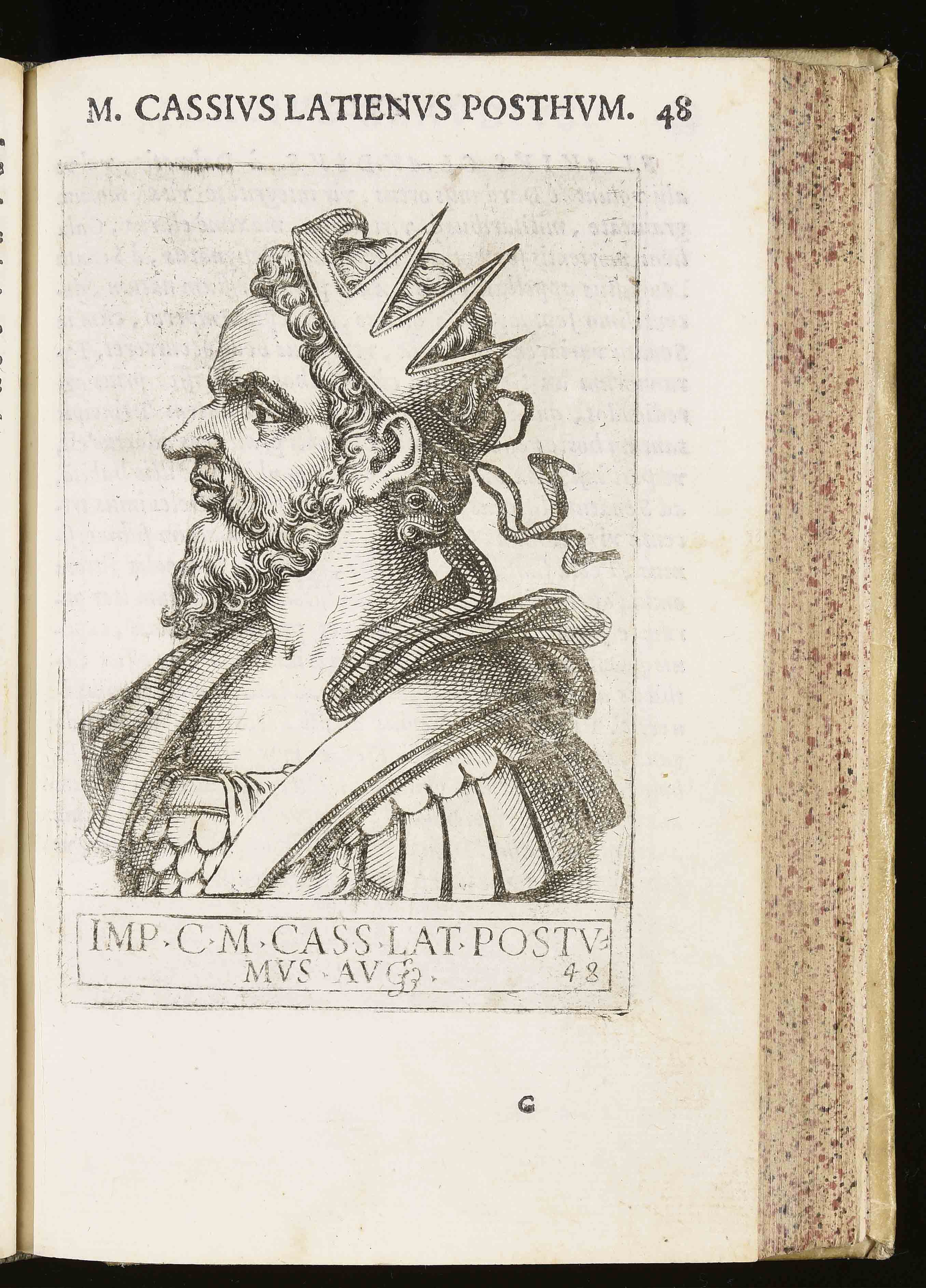
Marcus Postumus

## Werelderfgoed
In 1992 is door de lidstaten van de Raad van Europa het Verdrag van Malta ondertekend, met als doel het archeologische erfgoed integrale bescherming te bieden.
De in het verdrag omschreven principes zijn uitgangspunt geweest bij de nominatie van de Neder-Germaanse grens als werelderfgoed.
Op 27 juli 2021 zijn de Neder-Germaanse limes door de UNESCO opgenomen in de Werelderfgoedlijst. Het wil niet zeggen dat de hele grensstrook, waaruit de limes bestond nu werelderfgoed is, maar er is een selectie gemaakt van de meest complete en best bewaarde vindplaatsen uit de Romeinse tijd.

### De voorgeschiedenis
Eerder waren al drie delen van de Romeinse limes opgenomen als werelderfgoed, de Muur van Hadrianus in 1987, de Opper-Germaans-Raetische limes in 2005 en de Muur van Antoninus in 2008. Plannen om de gehele Romeinse limes als werelderfgoed te nomineren waren niet realistisch, gezien de politieke toestand in het Nabije Oosten en Noord-Afrika, waarna de plannen zich tot Europa beperkten.
In 2014 verscheen als eerste aanzet een rapport inzake de 'Outstanding Universal Values' van de limes in Nederland via de universiteit van Leiden. Een vervolg werd gegeven door de universiteit van Nijmegen.

### De nominatie
De Nederlandse regering en die van de Duitse deelstaten Noordrijn-Westfalen en Rijnland-Palts, hebben onderdelen van de Neder-Germaanse limes in 2011 voorgedragen voor de kandidatenlijst voor het werelderfgoed als uitbreiding op de delen in Duitsland en Engeland.
Leidraad voor het selectieproces van de onderdelen was de verklaring van Koblenz uit 2004.
'De grens van het Romeins Wereld Erfgoed zou moeten bestaan uit de limes van het rijk tijdens de regeerperiode van Trajanus tot Septimius Severus (ongeveer 100-200 na Christus), met de aan de limes verbonden militaire installaties uit verschillende periodes. De installaties omvatten forten, hulpforten,
torens, de Limes-weg, kunstmatige barrières en direct bijbehorende civiele constructies.
In 2014 is een samenwerkingsverband opgericht tussen de provincies Gelderland, Utrecht en Zuid-Holland, dat in nauwe samenwerking met de Rijksdienst voor het Cultureel Erfgoed (RCE) de nominatie voorbereidde. In 2015 werd de samenwerking uitgebreid met de Duitse deelstaten Noordrijn-Westfalen en Rijnland-Palts. 
Op 9 januari 2020 is het nominatiedossier door de ambassadeurs van Nederland en Duitsland aan de UNESCO aangeboden, met daarin de meest complete en best bewaarde vindplaatsen uit de Romeinse tijd. Op 4 juni 2021 is een positief advies uitgebracht door ICOMOS.

De tekst over de status van wereld erfgoed van de Neder-Germaanse limes is:
De terreinen omvatten militaire en civiele terreinen en infrastructuur die de rand van Neder-Germania markeerden van de 1e tot de 5e eeuw. De archeologische overblijfselen omvatten militaire bases, forten, hulpforten, torens, tijdelijke kampen, wegen, havens, een vlootbasis, een kanaal en een aquaduct, evenals civiele nederzettingen, steden, begraafplaatsen, heiligdommen, een amfitheater en een paleis. Bijna al deze archeologische overblijfselen zijn ondergronds begraven. Afzettingen onder water hebben een hoge mate van conservering mogelijk gemaakt van zowel structurele als organische materialen uit de Romeinse periode van bewoning en gebruik.
Naast de bijzonder lange tijd, dat de Neder-Germaanse limes hebben bestaan is een andere bijzondere eigenschap dat de houtbouwfase uitzonderlijk goed bewaard is gebleven. In andere delen van de limes is het hout allang vergaan en is alleen steenbouw over.

### Het nominatiedossier
In het nominatiedossier staan de 19 voorgedragen forten (castella), legerkampen (castra) en andere terreinen in Nederland en de 25 uit Duitsland, maar ook niet genomineerde terreinen zijn beschreven.
Sommige forten, zoals die van Zwammerdam (Nigrum Pullum) - met Romeinse scheepsvondsten van wereldklasse - en Alphen aan den Rijn (Albaniana), werden op voorhand uitgesloten van de nominatie omdat ze grotendeels zijn opgegraven, en zijn daarom in het geheel niet beschreven in het nominatiedossier.
Het Werelderfgoedcomité beschouwt een object als hebbende een Uitstekende Universeel Waarde (Outstanding Universal Value) als het voldoet aan een of meer van tien voorgedefinieerde criteria: zes voor culturele eigenschappen, en vier voor natuurlijke eigenschappen.
De voor de limes van toepassing zijnde criteria zijn:
- Definitie ii: Het vertonen van een belangrijke uitwisseling van menselijke waarden, binnen een periode of binnen een cultureel gebied, over ontwikkelingen in de architectuur of technologie, monumentale kunst, stedenbouw of landschapsontwerp.
- Definitie iii: Een unieke of op zijn minst uitzonderlijke getuigenis afleggend van een culturele traditie of aan een nog bestaande beschaving of een die verdwenen is.
- Definitie iv: een uitstekend voorbeeld te zijn van een type gebouw, architectonisch, technologisch of binnen een landschap, zijnde (een) belangrijke fase(n) in de menselijke geschiedenis.

Onderstaand de geselecteerde legerkampen en forten, de nummers verwijzen naar de onderdeelnummers uit het nominatiedossier. Nummer 9 is alleen een uitkijktoren, maar een, die uitzonderlijk goed geconserveerd is.
In Nederland 
- (1) Valkenburg (Zuid-Holland): Het fort en het legerkamp Praetorium Agrippinae (centrum van Valkenburg).
- (2) Valkenburg (Zuid-Holland): De militaire vicus bij de riviermonding en delen van de limes-weg (Valkenburg-De Woerd).
- (3) Voorburg-Arentsburg: Forum Hadriani.
- (4) Leidschendam-Voorburg: Zes representatieve onderdelen van het Kanaal van Corbulo.
- (5) Leiden-Roomburg: Fort Matilo.
- (6) Woerden-Centrum: Fort Laurium.
- (7) Utrecht: Limesweg Zandweg, Veldhuizen en de Balije.
- (8) Utrecht-Hoge Woerd: Hulpfort Fletio, burgerlijke nederzetting, begraafplaats, rivierafvalstortingen.
- (9) Utrecht-Groot Zandveld: Uitkijktoren.
- (10) Utrecht-Domplein: Fort Traiectum.
- (11) Bunnik-Vechten: Fort Fectio.
- (12) Arnhem-Meinerswijk: Fort Meinerswijk.
- (13) Elst: De Tempels van Elst.(Elst-Grote Kerk).
- (14) Nijmegen: Ulpia Noviomagus Batavorum Fort en de stad (Nijmegen-Valkhof).
- (15) Nijmegen-Hunnerberg: Militaire basis zie Ulpia Noviomagus Batavorum (14).
- (16) Nijmegen-Kops Plateau: Fort met militaire bijgebouwen, begraafplaats en afvalstort zie (14).
- (17) Berg en Dal: Militaire aquaducten Romeins aquaduct Nijmegen.
- (18) Berg en Dal-De Holdeurn: Militaire ovensite.
- (19) Herwen:Drususdam bij het verdronken fort Carvium in de Bijland.

In Duitsland:
- (20) Kleve-Keeken: Een fort tegenover Carvium, zie fort Harenatium (ook Arenacum) voor onderdelen 20,21 en Kleef-Rindern.
- (21) Kleef-Reichswald: Limesweg.
- (22) Till: Kastell Steincheshof, legionair fort, hulptroepenfort, vijf tijdelijke kampen, civiele nederzetting.
- (23) Kalkar-Kalkarberg: Gallo-Romeinse tempel. voor onderdelen 23 en 24 zie Burginatium
- (24) Kalkar-Bornsches Feld: Ruiterfort Burginatium.
- (25) Uedem-Hochwald: 13 Tijdelijke kampen.
- (26) Wesel-Flürener Feld: 4 Tijdelijke kampen.
- (27) Xanten-Colonia Ulpia Traiana (CUT), Limesweg, stad, fort, laat-Romeins fort, haven.
- (28) Xanten-Fürstenberg Legionaire forten Vetera I en II (Castra Vetera), burgernederzetting, limesweg.
- (29) Castellum Alpen-Drüpt: Hulptroepenfort Kastell Alpen-Drüpt, grote tijdelijke kampen.
- (30) Moers-Asberg: Fort Asciburgium, laat-Romeinse burgus.
- (31) Duisburg-Werthausen: Fort Werthausen.
- (32) Krefeld-Gellep: Hulptroepenfort, slagveld Gelduba, burgerlijke nederzetting en begraafplaats.
- (33) Neuss-Koenenlager: Legioenskamp en fort Novaesium. Een van de best bewaarde en best gedocumenteerde vindplaatsen.
- (34) Neuss-Minifort Reckberg: Wachttoren en fort.
- (35) Monheim-Haus Bürgel: Laat-Romeins fort Buruncum.
- (36) Dormagen: Hulptroepenfort Durnomagus.
- (37) Köln: Praetorium Gouverneurspaleis Colonia Claudia Ara Agrippinensium.
- (38) Köln-Deutz: Laat-Romeins fort Kastell Deutz of Divitia.
- (39) Köln-Alteburg: Vlootbasis Flottenkastell Alteburg (fort).
- (40) Kottenforst Nord: Tijdelijke kampen
- (41) Bonn: Legionair fort Castra Bonnensia.
- (42) Kottenforst Zuid: Tijdelijke kampen.
- (43) Iversheim: Kalkovens.
- (44) Remagen: Hulptroepenfort Rigomagus.

In het nominatiedossier zijn de onderstaande plaatsen wel beschreven, maar niet genomineerd als werelderfgoed:
In Nederland
- ---- Katwijk: Het Auxiliafort Brittenburg en de uitwateringssluis.
- ---- Alphen aan den Rijn met het fort Albaniana, de wachttorens en de vicus.
- ---- Zwammerdam: Fort Nigrum Pullum en schepen van Zwammerdam.
- --- Bodegraven: Hulpfort in Bodegraven-Centrum.
- ---- Limesweg Harmelen-Woerden.
- ---- Utrecht-Meerndijk, het kanaal en een wachttoren.
- ---- Utrecht-Duitse Huis: Begraafplaats.
- ----- Bunnik-Schoudermantel, wachttoren en de limesweg naar Wijk bij Duurstede.
- ----- Rijswijk-Roodvoet, een vermoed fort voor hulptroepen.
- ----- Maurik-Eiland van Maurik, het hulpfort.
- ----- Amerongen- 't Spijk, een vermoede militaire post.
- ----- Kesteren-Prinsenhof, een vermoed hulpfort en een begraafplaats.
- ----- Randwijk, een vermoed fort voor hulptroepen.
- ----- Driel-Baarskamp, een vermoede militaire post.
- ----- Duiven-Loowaard, het fort voor hulptroepen.
- ----- Elst-Westeraam, de Gallo-Romeinse tempel.
- ----- Nijmegen: Ulpia Noviomagus Batavorum, de burgernederzetting. Niet geselecteerd omdat Forum Hadriani en Xanten-Colonia Ulpia Traiana (CUT) beter bewaard zijn.
- ----- Ubbergen-Rijksstraatweg, de militaire haven.

In Duitsland:
- ---- Kleef-Rindern: een vermoed hulpfort.
- ---- Bedburg-Hau-Qualburg: een vermoed laat-romeins fort.
- ---- Kalkar-Monreberg: Pre-romeinse versterking.
- ---- Xanten-Vynen/Lüttingen: een vermoed hulpfort, een wachttoren en slagveld.
- ---- Xanten-Haaleboom: Militaire ovensite.
- ---- Xanten Vetera II.
- ---- Wesel-Büderich: vermoed hulpfort.
- ---- Meerdere marskampen (oefenkampen) bij Kalkar, Xanten, Moers-Asberg en Wesel.
- ---- Calo: vermoed ruiterfort.
- ---- Rheinberg: vermoed militair station.
- ---- Neuss: Laat-romeinse forten en versterkingen.
- ---- Königswinter-Drachenfels: Steengroeve.

## Grensbewaking
De Rijn was niet alleen een natuurlijke grens, de Rijn was ook een belangrijke transportader, die bewaakt moest worden.
Die bewaking werd uitgevoerd door in grote militaire kampen (castra) gelegerde legioenen en met behulp van een groot aantal grensforten (castella) met hulptroepen (auxillia) en met wachttorens (turres).

### De legioenen en hulptroepen
De bewaking van de Neder-Germaanse grens is in handen geweest van een zes tot achttal legioenen, genoemd worden Legio I Germanica, Legio II Augusta,Legio V Alaudae, Legio XX Valeria Victrix, Legio XVI Gallica, Legio VI Victrix, Legio X Gemina en Legio XXI Rapax.
Een legioen bestond op volle sterkte uit nominaal 6.000 infanteriesoldaten, maar in de praktijk bestond het meestal uit 5.000 man. In het gehele Romeinse Rijk bestonden er tegelijkertijd 28 tot 32 legioenen, genummerd van I tot XXXII. De naam van een legioen bestond verder uit een landstreek zoals Germanica, Gallica of een keizer zoals Augusta, en soms kreeg een legioen een extra eretitel, zoals Pia Fidelis. Bij elk legioen hoort een ruitereenheid van 120 man, de ala milliaria en een grote groep niet-militair personeel: bedienden, slaven, administratief personeel, medische en technische specialisten en ingenieurs. Een legioen wordt meestal ingedeeld in 10 cohorten en staat onder leiding van een Legatus legionis, de cohorten onder leiding van een pilus prior.
Naast de legionaire cohorten bestonden er ook individuele cohorten, bekend als Vexillatio, die de kleinere forten bemanden.
De belangrijkste legerkampen waren in en nabij Nijmegen, Xanten, Neuss, Keulen en Bonn.
In Nijmegen werd na verwoesting van de Batavenburcht in 70 na Chr. een 46 hectare groot legioenskamp gebouwd, later opgedeeld in kleinere kampen. Bij Katwijk bestond ook enige jaren een groot legioenskamp.
De vaste hulptroepen werden gerekruteerd uit plaatselijke bevolking. Deze cohortes auxillia waren 500 of 1000 man groot en werden onderscheiden in cohors equitata (infanterie en cavalerie), Numeri of [Alae (flankverdediging, vooral cavalerie).

#### Legio I Germanica (14-69)
Het Legio I Germanica had zijn hoofdkwartier eerst in het legioenskamp apud Aram Ubiorum (aan het altaar van Ubier). Vanaf het jaar 14 is hun legering met zekerheid vastgesteld, als een van de vier legioenen, die werden samengevoegd in finibus Ubiorum in het zomerkamp bij Keulen en die betrokken waren bij de muiterij na de dood van Augustus. Het legioen verbleef in Novaesium en keerde na het jaar waarschijnlijk terug naar Keulen, waar het bleef tot het in 35 naar Bonn werd verplaatst.

#### Legio II Augusta (14-43)
Het Legio II Augusta was opgericht onder de naam Legio II Sabina in 43 v.Chr. door Octavianus en consul Gaius Vibius Pansa Caetronianus. Na de vernietiging van de drie legioenen van Varus in de slag bij het Teutoburgerwoud in het jaar 9 werd het tweede legioen naar Germanië gestuurd, waar het eerst in Mogontiacum (Mainz) werd geplaatst, van waaruit het onder Germanicus tussen 14-16 optrok tegen de Germanen. Het tweede legioen Augusta was een van de vier legioenen die in 43 n.Chr. betrokken waren bij de Romeinse invasie van Britannia door keizer Claudius.

#### Legio V Alaudae (14-69)
De Legio V Alaudae was een ander legioen betrokken in de muiterij van het jaar 14. Na deelname aan de Gallische oorlogen en de burgeroorlog, en de stationering op het Iberisch schiereiland was de verblijfplaats van deze - oorspronkelijk Caesariaanse - troepen Vetera, waar ze na een kort verblijf in Novaesium bleven totdat ze deelnamen aan de gebeurtenissen van 69.

#### Legio XX Valeria Victrix (14-43)
Het vermoedelijk Octaviaanse legioen Legio XX Valeria Victrix kwam uit het Donaugebied en werd na een aanvankelijk, kort verblijf in Novaesium, gestationeerd in apud Aram Ubiorum. Toen het dubbele legioenskamp in Keulen rond het jaar 35 werd ontbonden richtte het in Neuss het "Kamp F" op. Het verbleef minder dan een decennium in Novaesium. In het jaar 40 was het legioen betrokken bij de bouw van de legerplaats Praetorium Agrippinae in Valkenburg.In het jaar 43 was het ondergeschikt aan het Aulus Plautius-expeditieleger bij de verovering van Groot-Brittannië. Het bleef toen op de Britse eilanden.

#### Legio XVI Gallica (43-69)
In het jaar 43 werd het Legio XX Valeria Victrix, toegevoegd aan de Britse campagne en vervangen door het Legio XVI Gallica, dat naar Novaesium verhuisde. Het was eerder (op zijn laatst in het jaar 9) gestationeerd in Mogontiacum en zou zelfs eerder in Raetia in actie zijn geweest. Nadat het zich na de Bataafse opstand in het jaar 70 had overgegeven, werd het door Vespasianus ontbonden en opnieuw opgericht als Legio XVI Flavia en gestationeerd aan de oostgrens van het rijk.

#### Legio VI Victrix (70-119)
Het Legio VI Victrix werd door Octavianus opgericht in 41 v.Chr., en was bijna honderd jaar gestationeerd in Hispania Tarraconensis. In de winter van 69/70 werd het door Vespasianus verplaatst naar Neder-Germanië, waar het de Bataafse-opstandelingen onder bevel van Petillius Cerialis een beslissende nederlaag toebracht in de "Slag om Vetera". Daarna werd het ingekwartierd in Novaesium, waar men het verwoeste kamp van de Legio XVI Gallica herbouwde. Daarnaast was het betrokken bij het herstel van talrijke hulpkampen langs de Rijn. In de jaren 78/79 leidde het een campagne tegen de Brukterer op de rechteroever van de Rijn. Tijdens de Saturnine-opstand bleef het Legioen, net als alle eenheden van het Neder-Germaanse leger, aan de kant van Domitianus, daarom kreeg het de eretitel pia fidelis Domitiana. Uiterlijk in 104 werd het verplaatst van Novaesium naar Vetera, waar het dankzij hun reputatie als bouwlegioen betrokken werd bij de bouw van Colonia Ulpia Traiana.

#### Legio X Gemina Pia Fidelis (69-103)
Legio X Gemina Pia Fidelis (Het tiende tweelinglegioen, trouw en toegewijd) is een van de legioenen die door Julius Caesar werd gebruikt voor de invasie van Gallië, in 45 v.Chr. werd het legioen ontbonden (Honesta Missio) en kregen de veteranen land bij Narbonne. In 42 v. Chr. werd het legioen heropgericht. Het verbleef van 71 tot 103 bij Ulpia Noviomagus Batavorum in de vesting die Legio II Adiutrix had gebouwd.
De sporen van de aanwezigheid van het Tiende zijn tot in de wijde omgeving van Nijmegen teruggevonden en maken dit legioen het bekendste van Nederland. Bij Holdeurn werd aardewerk geproduceerd dat de opdruk Legio X Gemina kreeg. Het legioen zou ook het Romeins aquaduct naar de castra op de Hunnerberg aangelegd hebben.

#### Legio XXI Rapax (14-83)
Het Legio XXI Rapax, opgericht in 31 v.Chr. was een eenheid die in Spanje en Raetia gevochten had, voordat het werd verplaatst naar Xanten-Vetera als vervanging en versterking na de Clades Variana. Na een kort verblijf in Novaesium nam het deel aan het Germanicus-offensief vanuit Vetera. Na de verovering van Groot-Brittannië werd het verplaatst naar Vindonissa als onderdeel van een hergroepering van het leger.
Het legioen werd vervangen door Legio XV Primigenia.

#### Hulptroepen
Naast de legioenen bij Keulen was ook de Rijnvloot (Classis Germanica) in de buurt van Keulen-Alteburg gelegerd. Ondanks de vondst van stempels met de naam van de vloot, de vondst van meerdere rivierschepen en van scheepsonderdelen als roeispanen en scheepsnagels is een vlootbasis in het Nederlandse deel van de (Oude) Rijn niet aangetoond. Steunpunten van de vloot waren de forten bij Vechten, Leiden, Katwijk, Naaldwijk en Aardenburg. De bescherming van de vaarwegen naar Brittannië werd verzorgd door de Classis Britannica.
Als bezetting van de grensforten zijn de volgende cohorten bekend:
- In Praetorium Agrippinae de Cohors IV Thracum Equitata en de Cohors III Gallorum Equitata.
- In fort Matilo de Cohors XV voluntariorum.
- In Albaniana de Cohors VI Breucorum.
- In Nigrum Pullum de Cohors XV voluntariorum civium Romanorum (15e cohort van vrijwillige Romeinse burgers).
- In Laurium de Cohors XV Voluntarium (civium Romanorum pia fidelis) en de Cohors III Breucorum.
- In Traiectum de Cohors II Hispanorum peditata

### Forten

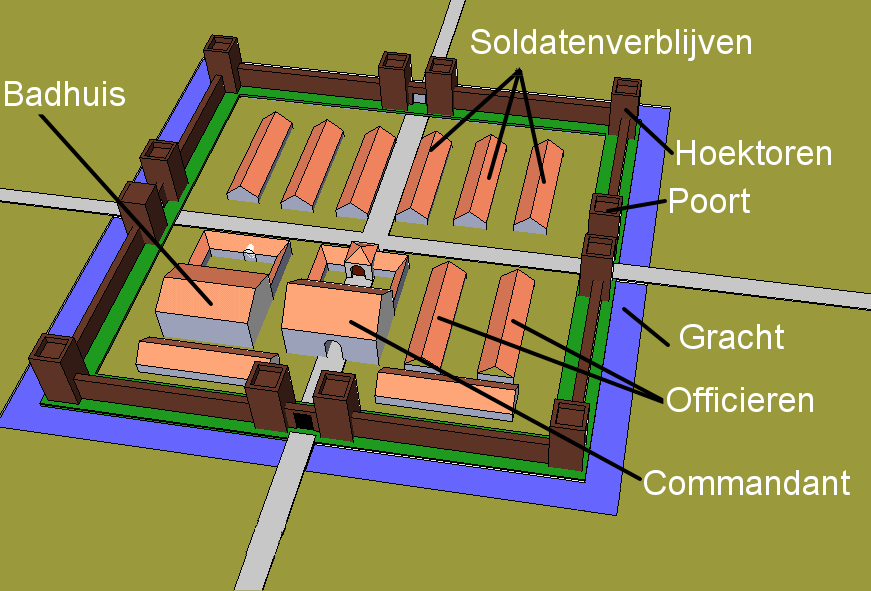
Reconstructie van een Castellum

De Romeinse forten werden volgens standaard-principes aangelegd, een rechthoekige omwalling met een of meerdere grachten, in de eerste fases met een houten palissade, daarna met een stenen muur, waarin drie of vier poorten. Binnen het fort een rechthoekig stratenpatroon, een hoofdgebouw (de principia) aan een voorplein, zuilengalerijen (portici) aan de hoofdassen, een badhuis en de barakken (centuria).
De forten langs de Rijn, zijn als gevolg van de beperkte ruimte op een stroomrug, van een gereduceerd type.

#### Forten Rijngrens
Van sommige forten kennen we alleen het bestaan uit geschriften, de Tabula Peutingeriana of het Itinerarium Antonini, maar zijn er geen resten van gevonden, van andere vindplaatsen zoals die van de Schepen van Zwammerdam is te weinig bewaard gebleven.
Oude-Rijn-grensforten vanaf Duitse grens tot de Noordzee:
1. Carvium (Drususdam), Herwen.
2. Oppidum Batavorum/Ulpia Noviomagus Batavorum, Nijmegen met castra op het Kops Plateau en de Hunnerberg, dit laatste eventueel synoniem met Castra Herculis.[36](ligt eigenlijk aan de Waal)
3. castellum bij Duiven, Loowaard.
4. castellum bij Meinerswijk Arnhem,Castra Herculis of Levefanum[36], het castra ligt volgens de Peutingerkaart echter aan de weg Nijmegen-Rijn-kust.
5. mogelijk een castellum bij Driel.
6. castellum bij Randwijk (?).
7. Carvo(ne), Kesteren.
8. Mannaricium, Maurik indien de afstand FECTIO-LEVEFANO XVI op de Peutingerkaart inderdaad een schrijffout is van VIII.
9. Levefanum, Rijswijk indien de afstand FECTIO-LEVEFANO XVI op de Peutingerkaart inderdaad een schrijffout is van VIII.
10. Fectio, Vechten, votiefsteen gevonden met inscriptie FECTIONE.
11. castellum Traiectum in Utrecht, vermelding Traiecto in het Itinerarium Antonini tussen Mannaricium en Albaniana.
12. Castellum Fletio bij Utrecht-De Meern.
13. Laurium, Woerden.
14. mini-castellum bij Bodegraven, vermoedelijk ter verdediging van een brug.
15. Nigrum Pullum, Zwammerdam.
16. Albaniana, Alphen aan den Rijn.
17. Matilo of Matilone, De wijk Roomburg in Leiden.
18. logistieke basis bij Valkenburg ZH-Marktveld.
19. Praetorium Agrippinae, Valkenburg ZH, scherf gevonden met inscriptie (A)GRIPPINA(E).
20. Lugdunum Batavorum, westelijk van Katwijk; de ruïnes staan bekend als Brittenburg.

#### Forten kustverdediging
Ook ter kustverdediging hadden de Romeinen hun forten, zoals:
1. Flevum te Velsen, fortencomplex met tentenkamp en marinehaven.
2. Forum Hadriani (ook genaamd Municipium Aelium Cananefatium ), Voorburg.
3. De Ockenburg.
4. Naaldwijk (nog niet bewezen).
5. Oostvoorne (Helinio?) (vermoedelijk).
6. Goedereede-Oude Wereld.
7. Colijnsplaat (met zeehaven)
8. Walcheren-De Roompot (vermoedelijk).
9. Rodanum, Aardenburg.
10. castellum te Maldegem.
11. castellum te Oudenburg.

### De limesweg
De limesweg werd eind eerste eeuw aangelegd om de forten aan de grensroute met elkaar te verbinden. Het was een verharde weg, waarlangs snel troepentransporten konden plaatsvinden, waardoor men de bemanning van de forten kon reduceren. De verharding bestond uit grind, vaak vermengd met gebroken tegels, potscherven en soms fragmenten van tufsteen en tefriet. Aan de kust werd ook schelpgruis gebruikt.
Afhankelijk van de bodemgesteldheid was de weg of een eenvoudige bestrating op het bodem-oppervlak, of een versie waar het wegdek bovenop een licht verhoogde aardwal (agger) werd gemaakt, of - de meest uitgebreide versie - een agger beveiligd door een dicht op elkaar staande rij houten palen in de grond. Greppels langs de weg zorgden voor de noodzakelijke waterafvoer van het wegdek of de agger.
Onderdelen van de weg waren ook houten bruggen, dammen, (aanleg)kades, steigers en andere soorten ligplaatsen.
Voor de weg die de aan de kust gelegen forten verbond, wordt ook de benaming Litus Saxonicum gebruikt, maar meestal wordt deze benaming gereserveerd voor de kustverdediging in Brittannië.

### Diepteverdediging
Ofschoon het woord limes strikt genomen zou moeten slaan op de grensrivier, de Rijn, hadden de Romeinen ook verdediging in de diepte, wat het bestaan van versterkingen aan de Waal en Maas verklaart. Verschillende stenen resten in de Maas zijn wel als militair geduid. Bij Cuijk (Ceuclum) zijn de resten van een tijdelijk kamp gevonden. In de Late Oudheid werd deze diepteverdediging uitgebreid met versterkte bruggen in bijvoorbeeld Maastricht en opnieuw Cuijk. Overigens moet bedacht worden dat nagenoeg ieder castrum en elk castellum omringd werd door een dorp (vicus) dat dienstbaar was aan het fort. Na de crisis van de derde eeuw werd naast de Rijngrens een tweede verdedigingslinie gevormd aan de weg Bavay - Tongeren (Via Belgica).

#### Forten Zuidroute langs Maas en Waal
Vanaf de Noordzee naar het zuidoosten.
1. Flenio, Naaldwijk?
2. Tablis.
3. Caspingio.
4. Grinnibus, Rossum (Gelderland).
5. Ad Duodecimum.
6. Ceuclum, Cuijk: tijdelijk kamp, later ook een brug.
7. Blariacum, (Hout-)Blerick.
8. Catualium, Heel.
9. Feresne, Dilsen in België.
10. Atuatuca Tungrorum, Tongeren in België.
11. Romeins castellum, Maastricht.

## Archeologisch onderzoek
Het archeologisch onderzoek was tot het eind van de 20e eeuw niet erg gebaseerd op de Neder-Germaans limes als geheel, maar meer op onderdelen van de limes, die bekend waren via vondsten van amateurarcheologen of delen bekend uit historische geschriften. In 1992 ondertekende Nederland het Verdrag van Malta waarmee de verplichting werd aangegaan om archeologisch cultureel erfgoed veilig te stellen. In de jaren 1990 werd er gestart met de bouw van grote stadsuitbreidingen, zoals de wijk Leidsche Rijn in Utrecht, waaraan zowel archeologisch onderzoek voorafging, maar waarbij ook tijdens uitvoering veel archeologische vondsten werden gedaan.
Vergelijkenderwijs gold dit ook voor de aanleg van de Betuwelijn, de nieuwbouw in Voorburg-Leidschendam, Wateringse Veld en ook de aanleg van de Maasvlakte leverde veel archeologisch materiaal.

### Epigrafisch (in geschriften)
- Naast de Tabula Peutingeriana is er het Itinerarium Antonini, een Romeinse reisgids uit de 3e of 4e eeuw worden de forten Carvo (Kesteren), Mannaricium (Maurik), Traiectum, Albaniana, Lugdunum (vermoedelijk de Brittenburg), Novaesium, Gelduba en Buruncum vermeld.
- Gregorius van Tours beschrijft in zijn Historia Francorum de aanvallen van de Franken op de limes.

### Bodemonderzoek
- In Duitsland zou Constantin Koenen (1854-1929) de 'vader' van de systematische archeologische opgravingen worden. Hij had zich ten doel had gesteld het door Tacitus beschreven militaire kamp Castra Novaesium te vinden, dat hij uiteindelijk in 1886 vond.
- In Nederland is Caspar Reuvens (1793-1835) de 'vader' van de archeologie. Hij leidde tussen 1827 en 1834 de archeologische opgravingen van de Romeinse nederzetting Forum Hadriani (Romeins Voorburg).
- In Nederland deed Jan Hendrik Holwerda (1873-1951) in de periode 1914-1921 archeologisch onderzoek naar Romeins Nijmegen. Van 1925-1930 waren er opgravingen bij Dorestad, het huidige Wijk bij Duurstede. Van 1930 tot en met 1936 leidde hij grootschalige opgravingen in het duingebied bij Den Haag en legde de plattegrond van de vicus bij Ockenburgh bloot.
- Holwerda had een diepgaand conflict over opgravingsmethodes met Albert Egges van Giffen (1884–1973). Van Giffen deed rond de jaren 1930 meerdere archeologische opgravingen op het Domplein in Utrecht, waar zich de restanten bevinden van het Romeinse castellum Traiectum en (vroeg)middeleeuwse kerken. Te Valkenburg in Zuid-Holland was hij vanaf 1941 tot 1953 bezig met het blootleggen van het castellum Praetorium Agrippinae en in 1947 in Fectio.
- Jan Kees Haalebos (1942–2001) was een Nederlands provinciaal-Romeins archeoloog, die een bepalende rol speelde bij de opgravingen in het hulpfort Nigrum Pullum (1969-1972). Centraal in zijn werk stonden de Romeinse vindplaatsen in Ulpia Noviomagus Batavorum en de garnizoensplaatsen op de Hunerberg en het Kops Plateau.

### LiDAR-onderzoek
Archeologen in Duitsland hebben LiDAR ingezet om hoogteverschillen in landschappen in kaart te brengen, omdat LiDAR, in tegenstelling tot radar, relatief ongevoelig is voor begroeiing. Hiermee zijn de limesweg in Kleef-Reichswald en de tijdelijke kampen bij Xanten en Bonn ontdekt. Ook vond men een oefenkamp in Kottenforst.
Ten oosten van het Romeinse fort bij Zwammerdam is de aanwezigheid van de limes-weg via LiDAR herkend op de linkeroever van de voormalige Rijnloop tussen Bodegraven en Zwammerdam.

### Onderzoeken na 1992 (Malta)
- Wateringse Veld: In 1997 zijn vooraf aan de bouw van de nieuwbouwwijk Wateringse Veld 4 mijlpalen gevonden, die waarschijnlijk de limesweg van Voorburg naar het Helinium hebben gemarkeerd. zie Mijlpalen van het Wateringse Veld. Gecombineerd met de Romeinse vondsten in Colijnsplaat, Goedereede en Domburg wordt een handelsroute vanuit Voorburg naar Brittannië gesuggereerd.
- Kesteren: Tussen 1998 en 2001, voorafgaand aan de aanleg van de goederenspoorlijn als de Betuweroute, is gestempeld tegelwerk van het Cohors XV Voluntariorum civium Romanorum aangetroffen. In 2003 zijn aan de westkant van Kesteren vondsten gedaan, die duiden op een militaire vicus. In 2010 is een complete vroeg-eerste-eeuwse helm van de Hagenau-type met wangbeschermers en een kuifknop ten zuidoosten van Kesteren gevonden, maar het fort Kesteren (soms geassocieerd met fort Carvo) is nog niet aangetoond.
- Alphen aan de Rijn (Albaniana: Opgravingen in 2001 hebben de afmetingen en exacte positie van het castellum en de interne indeling aangetoond, alsmede dendrochronologische gegevens verstrekt van goed bewaarde vloerniveaus en muren.
- Woerden: Opgravingen in de periode 2002-2004 hebben geleid tussen de definitieve vaststelling van het fort Laur(i)um, het schip Woerden 7 werd opgegraven.
- Voorburg-Arentsburgh: In 2007 en 2008 is tijdens opgraafwerkzaamheden een insteekhaven gevonden, via de kadewerken kon de haven door dendrochronologisch onderzoek gedateerd worden op het jaar 160.[39]
- Leiden (Matilo : in 2009 werd door geofysisch onderzoek de exacte oriëntatie van het eerder gevonden fort vastgesteld. In het kanaal van Corbulo werd een bronzen viziermasker opgegraven.
- Vechten (Fectio) : Herinterpretatie van Van Giffens opgravingen in 1946-1947 in 2012 hebben geleid tot een andere fasering van de bouw van het fort.[40] In het zuiden van het fort werd ook bewijs gevonden voor: Laat-Romeinse en vroegmiddeleeuwse bezetting. Extra archeologisch bewijs werd verkregen middels de publicatie van de vondsten uit de opgraving van het Waterliniemuseum in 2012-2013.
- Valkenburg (Zuid-Holland)-De Woerd (Praetorium Agrippinae) : In de jaren 1970-1980 zijn er (nood)opgravingen gedaan in de vicus bij het fort, maar pas in 2005 zijn de resultaten hiervan gepubliceerd in het kader van het "Odyssee"-programma (32 vergeten opgravingen).[41]
- Valkenburg (Zuid-Holland) (Kamp bij Katwijk): In 2020 is een groot legioenskamp bij Praetorium Agrippinae ontdekt uit de 1e eeuw (39 n.Chr.), '16 voetbalvelden groot' ofwel 400 bij 400 meter, (een meter) onder voormalig vliegveld Valkenburg bij Katwijk. Het kamp bood onderdak aan zo'n 5.000 man. Het heeft waarschijnlijk slechts vier jaar dienst gedaan en zou bedoeld zijn om van daar met het leger naar Engeland over te steken om dat gebied te veroveren. Er werden een 'zodenwal', een V-vormige greppel en palen van een toren ontdekt.
- Den Haag-Ockenburgh: In de periode 2012-2015 werd onderzoek gepubliceerd uit het begin van de jaren 1990, waaronder de ontdekking van een militair kamp voorafgaand aan de vicus.
- Algemeen: In 2020 is door de Universiteit van Utrecht een project gestart met de titel "Constructing the limes". Binnen dit project wordt onderzocht hoe de Neder-Germaanse limes in de oudheid invloed had op migratie en de import van goederen en gewassen, maar ook hoe deze grens tot vandaag de dag zichtbaar wordt gemaakt als cultureel erfgoed en hoe het ons denken over grenzen beïnvloedt en beïnvloed heeft.[42][43]

## Archeologische parken
- Het Archeologisch Park Xanten (Duits: Archäologischer Park Xanten) is een archeologisch park met gereconstrueerde gebouwen en originele resten van de Romeinse stad Colonia Ulpia Traiana, een Colonia aan de noordkant van het Duitse stadje Xanten. Het openluchtmuseum werd in 1977 geopend.[44] Het park heeft ook een reconstructie van een van de Schepen van Zwammerdam.
- In het park Matilo bij Leiden wekken de hoge aarden wallen met wachttorens het Romeinse castellum weer tot leven. De wallen hebben dezelfde afmetingen en liggen zelfs op dezelfde plaats als die van het oorspronkelijke fort.
- Museumpark Archeon is een openluchtmuseum aan de zuidkant van Alphen aan den Rijn dat door levende geschiedenis Nederland tijdens de prehistorie, Romeinse tijd en de middeleeuwen laat zien.
- Castellum Hoge Woerd is een eigentijdse reconstructie van een Romeins fort (castellum) in de Nederlandse gemeente Utrecht. Het huisvest onder meer het archeologisch museum Castellum Hoge Woerd, een theaterzaal, educatief centrum voor natuur- en milieueducatie. Topstuk is een vrijwel compleet rivierschip inclusief scheepsinventaris, gevonden bij De Meern.

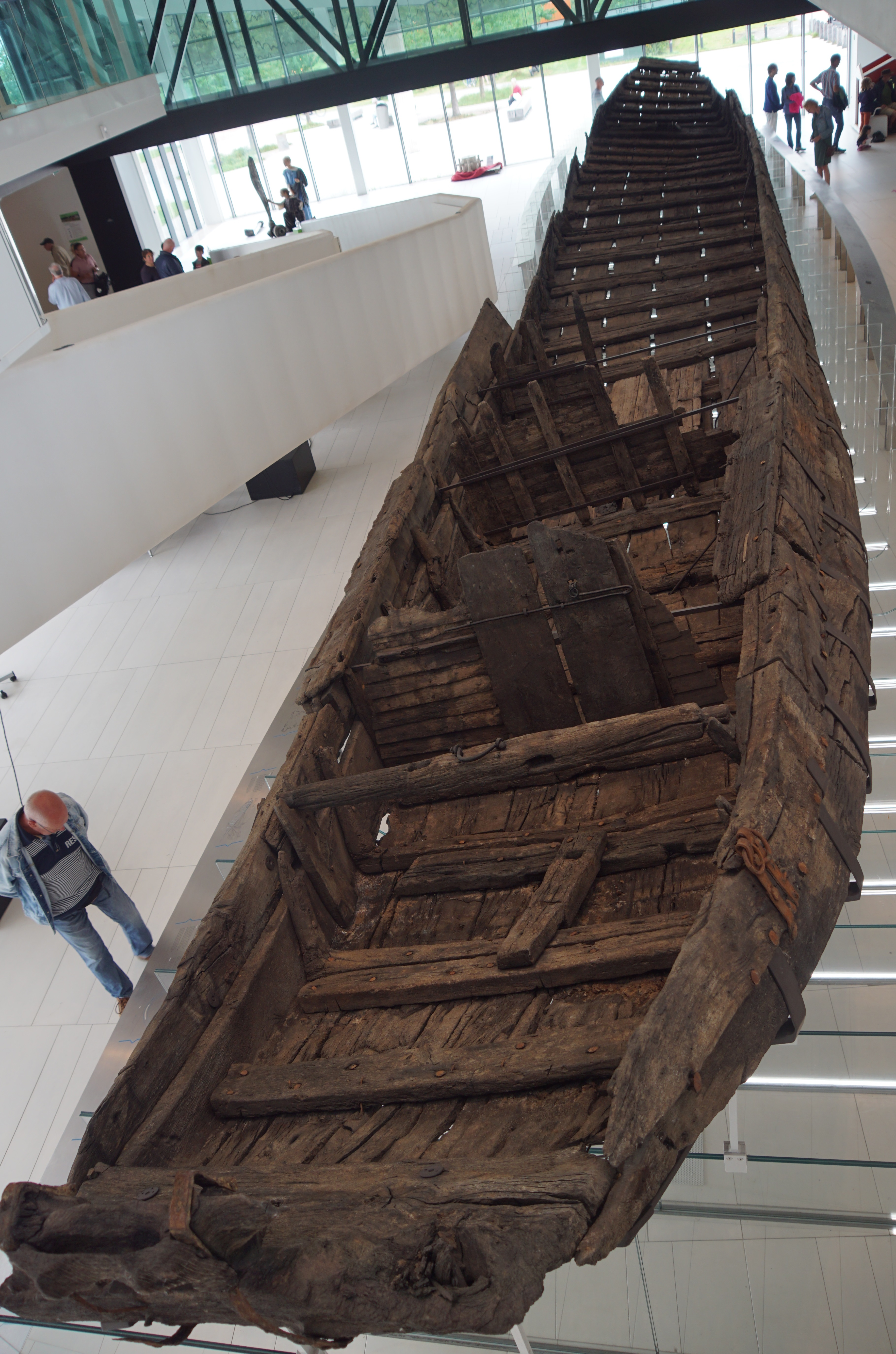
Rivierpraam 'De Meern 1' in Castellum Hoge Woerd.

## Musea met Romeinse vondsten
- Museum Het Valkhof in Nijmegen heeft in de collectie Romeinse archeologie, naast oude kunst, kunstnijverheid en moderne kunst.
- Castellum Hoge Woerd Museum Hoge Woerd met een reconstructie van het Romeinse fort, en als kroonjuweel het schip "De Meern 1".
- Het Rijksmuseum van Oudheden (RMO) in Leiden is het nationale archeologiemuseum van Nederland en bevat twee verdiepingen, met op de eerste etage de Klassiek Romeinse afdeling en op de tweede verdieping de provinciale vondsten uit Nederland.
- Museum Swaensteyn in Voorburg besteedt aandacht aan het Forum Hadriani.
- Het Museon in Den Haag heeft de Mijlpalen van het Wateringse Veld
- Bij de ingang van het Archeon staat het Archeologiehuis Zuid-Holland met vondsten uit Zuid-Holland, op het terrein is de restauratiewerf van de schepen van Zwammerdam
- Romeins museum Remagen met plaatselijke vondsten.
- Het Romeins-Germaans museum van de stad Keulen (RGM) is het archeologisch museum van de stad Keulen en het bureau voor archeologisch bodemmonumentonderhoud voor het stadsgebied van Keulen.[45]
- Clemens Sels Museum, Neuss. website

## Downloads
- Nomination File for Inscription on the UNESCO World Heritage List, Sitecatalogus Nederland en Duitsland en managementplan.
- NAR 71:Een Nederlands Archeologisch Rapport over de Neder-Germaanse limes: Romans on the waterfront. Evaluation of archaeological interventions (1997-2020) along the Dutch part of the Lower Rhine and Coastal Limes.